# Cratere Koinyt
Koinyt  è un cratere sulla superficie di Venere.